# Cerumen

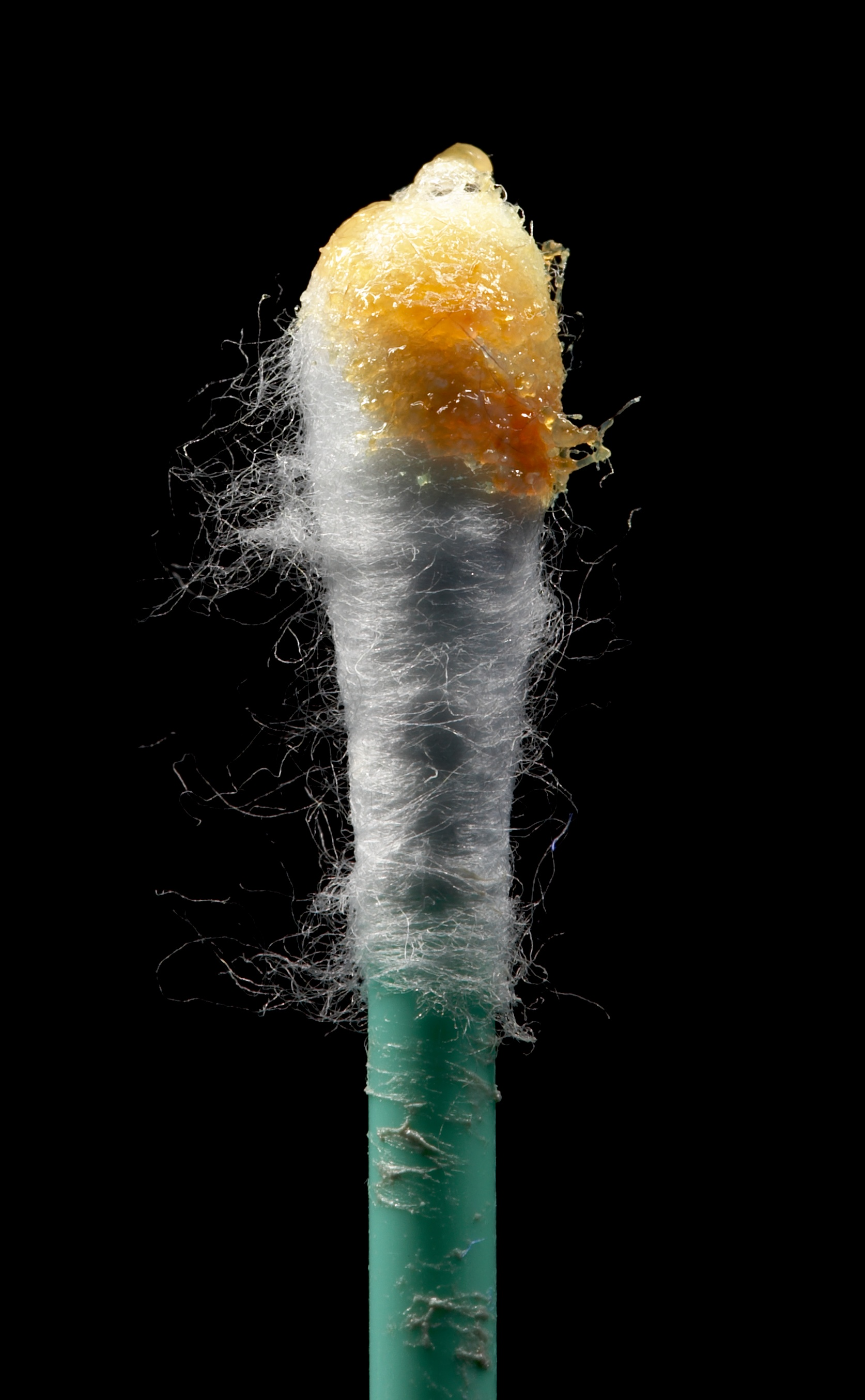
Cerumen en un hisop de cotó

El cerumen o cera de les orelles és una substància groguenca i cerosa secretada en el conducte auditiu humà i en el de molts altres mamífers. El cerumen juga un important paper en el canal auditiu del ser humà, ja que ajuda en la seva neteja i lubricació, i també proporciona protecció contra alguns bacteris, fongs i insectes. L'excés de cerumen o el incrustament d'aquest pot pressionar el timpà i/o ocloure el conducte auditiu extern, a més de perjudicar el sentit de l'oïda.

## Producció, composició i tipus

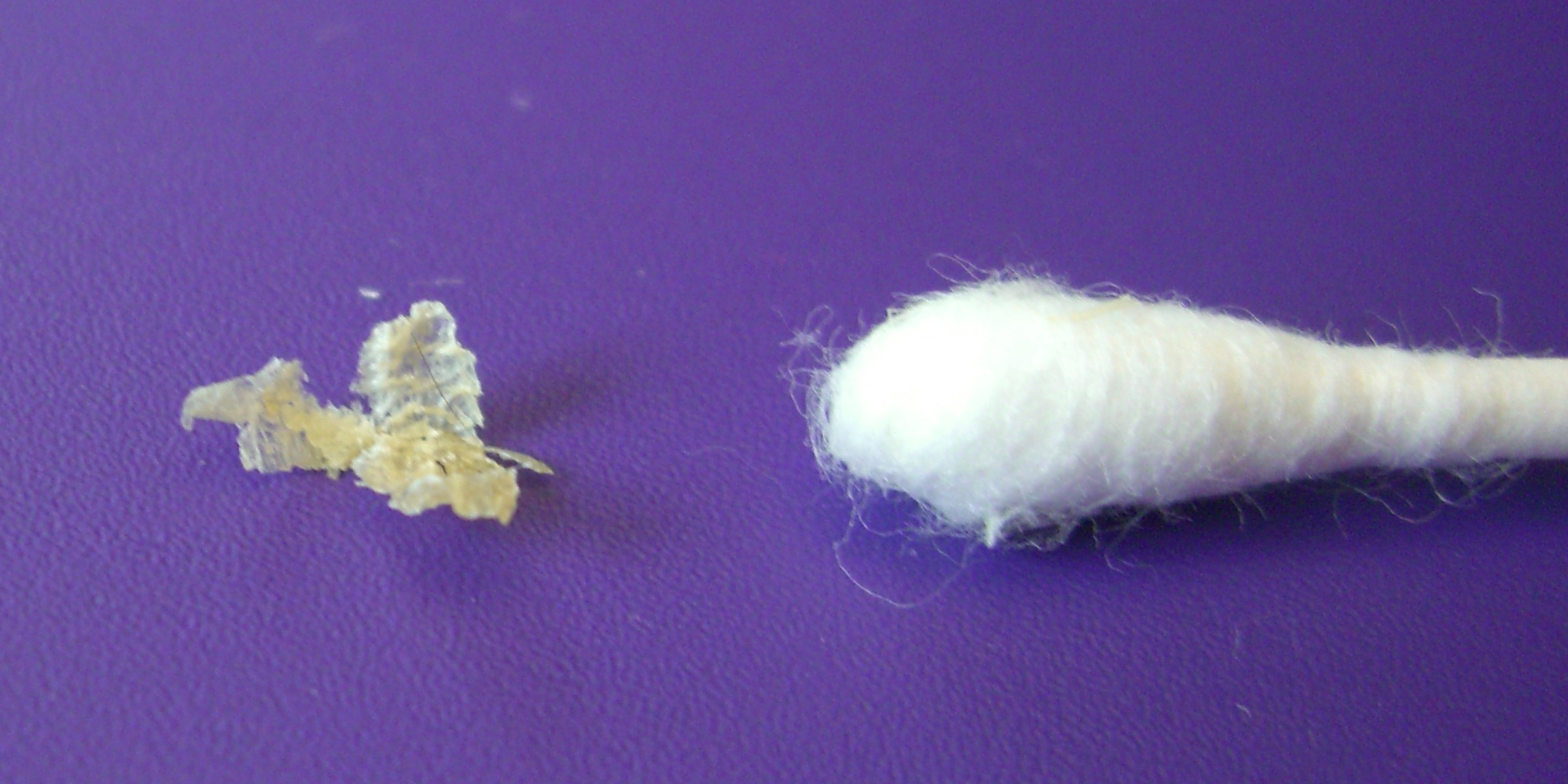
Cera humana de tipus sec.

El cerumen es produïx en el terç extern de la part cartilaginosa del canal auditiu humà. És una barreja de secrecions viscoses de les glàndules sebàcies i secrecions menys viscoses de les glàndules sudorípares. Els principals components del cerumen són els productes finals de la via metabòlica del β-hidroxi-β-metilglutaril coenzim A com l'esqualè, el lanosterol i el colesterol.
Hi ha dos tipus distints de cerumen: el tipus humit, que és el que predomina, i el tipus sec, que és menys comú. El tipus de cerumen humit es caracteritza per ser més clar, aferrissós i humit, mentre que el cerumen sec és més fosc, sec i trencadís. Es tracta d'un caràcter d'herència monogènica i de dominància completa, sent l'al·lel per a cerumen humit dominant sobre la forma alternativa per a cerumen sec. Entre els asiàtics i els nadius americans el fenotip recessiu -cerumen sec, gris i escamós- és el predominant, mentre que les persones blanques i els africans tenen major probabilitat de tenir el tipus humit. El tipus de cerumen ha estat emprat per antropòlegs per a rastrejar migracions, com la dels esquimals.
La diferència en el tipus de cerumen és el primer caràcter visible en els éssers humans la base molecular dels quals ha estat dilucidada. S'ha determinat que el canvi en un sol nucleòtid (una substitució de guanina per adenina) en el gen ABCC11 és el responsable de tal diferència. Així, el genotip AA correspon al tipus de cerumen sec, mentre que els genotips AG i GG corresponen al tipus de cerumen humit. S'ha demostrat, així mateix, que les cèl·lules amb el genotip AA mostren una menor activitat excretora que les cèl·lules amb el genotip GG. Degut al fet que la diferència en el tipus de cerumen està associada a la producció de suor, els investigadors conjecturen que els avantpassats de l'est d'Àsia i els nadius americans es beneficiaven d'aquesta reducció de la producció de suor, ja que, com es pensa, havien viscut en climes freds.

## Funció

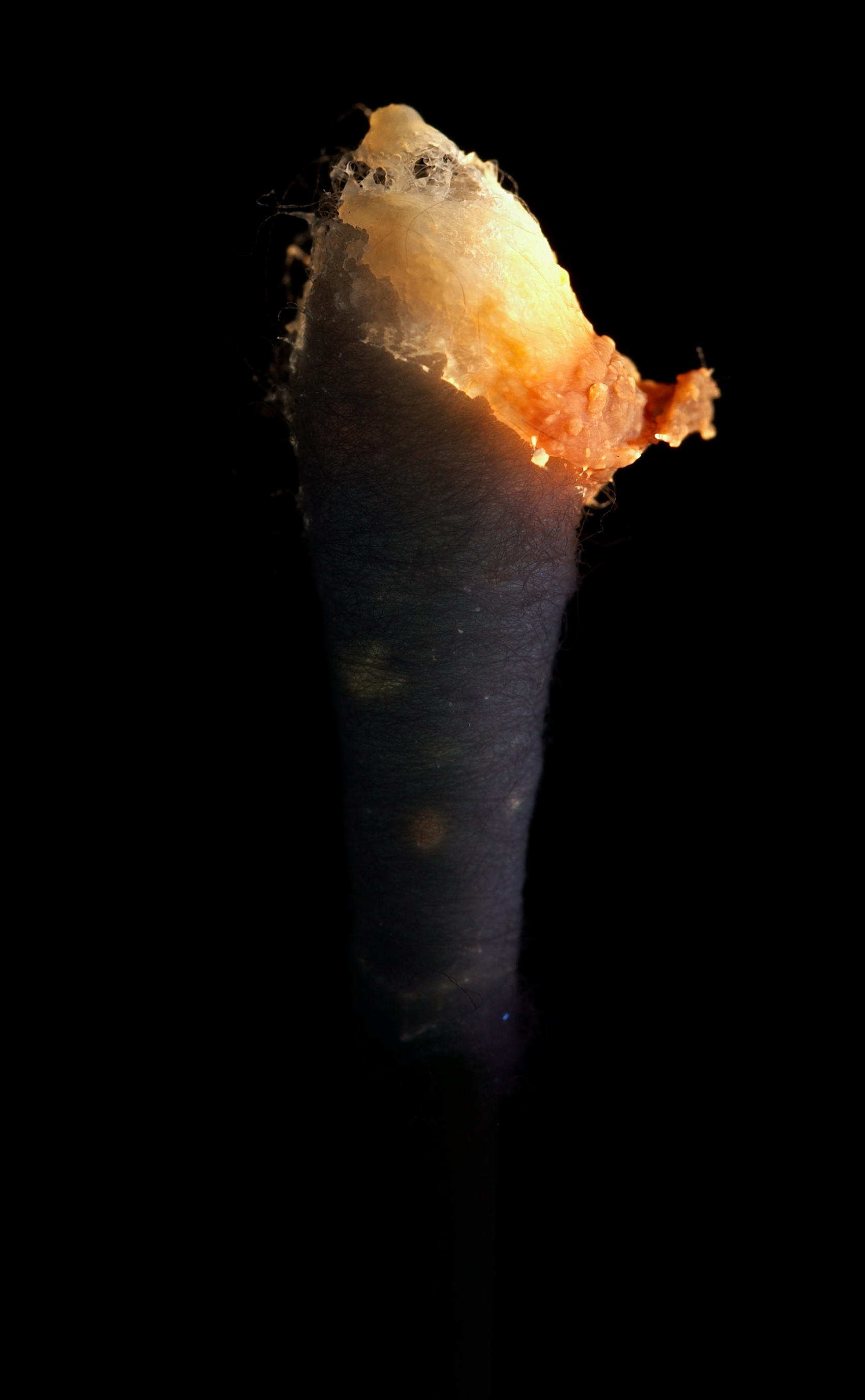
El cerumen humit emet fluorescència dèbilment sota la llum ultraviolada.

### Neteja
La neteja del canal auditiu ocorre a conseqüència del procés "de cinta transportadora" de migració epitelial, ajudada pel moviment de la mandíbula.
 Les cèl·lules formades en el centre del timpà emigren cap a fora del mànec del martell, a les parets del canal auditiu, i acceleren en l'entrada d'aquest. El cerumen, en el canal, també és dut cap a fora, portant amb si qualsevol brutícia, pols i matèria particular que pot haver-se incrustat en les parets del canal. El moviment de la mandíbula ajuda a aquest procés soltant les restes que queden impregnades en les parets del canal, augmentant la probabilitat de la seva expulsió.

### Lubricació
La lubricació preveu el dessecament, picor i descamació de la pell dintre del canal auditiu, és a dir l'asteatosi. Les seves propietats lubrificants provenen del seu alt contingut de lípids, procedents del sèu produït per les glàndules sebàcies. En el cerumen de tipus humit, aquests lípids inclouen colesterol, esqualè i molts àcids grassos de cadena llarga i alcohols.

### Bactericida i antifúngic
Mentre els estudis portats a terme fins als anys 1960 van trobar petites proves que donaven suport un paper antibacterià per al cerumen, estudis més recents han certificat que el cerumen té un efecte bactericida sobre algunes espècies. El cerumen ha demostrat la seva eficàcia a l'hora de reduir la viabilitat d'una àmplia gamma de bacteris (de vegades fins al 99%), incloent Haemophilus influenzae, Staphylococcus aureus i molts ceps d'Escherichia coli. El creixement de fongs, normalment present en l'otomicosi, és també considerablement inhibit pel cerumen humà. Aquestes propietats antimicrobianes es deuen principalment a la presència d'àcids grassos saturats, de lisozims i, sobretot, al pH relativament baix del cerumen (normalment al voltant del 6,1 en individus normals).

## Extracció
L'excés de cerumen pot impedir el pas del so pel canal auditiu, causant la pèrdua del sentit de l'oïda. També s'estima que és la causa del 60-80% dels problemes d'oïda que conduïxen a la necessitat d'emprar audiòfons com pròtesi. Com s'ha esmentat anteriorment, el moviment de la mandíbula ajuda en el procés de la neteja natural de les orelles, i per això mastegar un xiclet o parlar poden ajudar-hi. Si amb això no n'hi ha prou, el mètode més comú per a retirar el cerumen és d'anar cal metge de família, que injecta aigua a temperatura corporal mitjançant una xeringa (mètode usat per 95% dels metges de capçalera). El mètode de cureta és usat per otorrinolaringòlegs quan el canal auditiu està parcialment oclòs i la matèria no s'adhereix a la pell del canal auditiu.

### Cerumenolític
En els casos de persones que tenen el tipus humit de cerumen, és, en general, necessari ablanir la cera abans de la seva retirada. Aquest procés es denomina cerumenolític, i s'aconsegueix usant un agent cerumenolític que es troba en el canal auditiu. El tractament casolà més comú per a retirar el cerumen mitjançant aquest mètode és l'oli d'oliva. Altres cerumenolítics estan disponibles en productes que es troben a la venda en les farmàcies.
Un cerumenolític ha de ser usat 2 o 3 vegades al dia durant 3 o 5 dies abans de l'extracció del cerumen. Una revisió sistemàtica dels estudis de l'eficàcia de preparatius tòpics per a l'extracció del cerumen va concloure que el cerumenolític no és millor que cap altre tractament. L'aplicació de qualsevol cerumenolític mitja hora abans la injecció és probablement tan eficaç com aplicar-ho durant diversos dies.

### Injecció

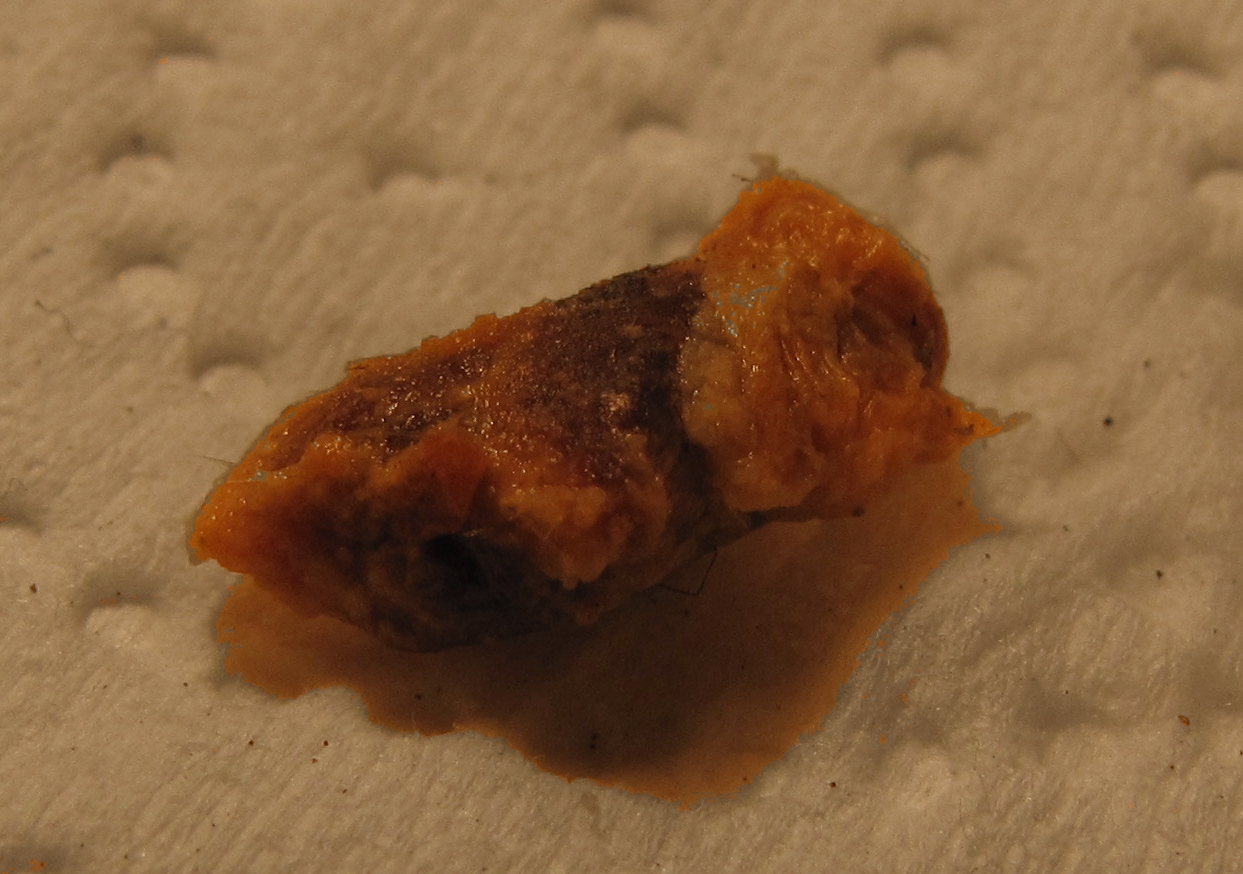
Cerumen

Una vegada que el cerumen s'ha suavitzat, pot ser retirat de l'orella mitjançant la irrigació. Les tècniques d'injeccions d'aigua són descrites amb gran detall per Wilson i Roeser, i Blake entre d'altres, qui afirmen que ha de ser injectat de l'esquena en l'orella, amb el filtre de la xeringa cap amunt i lleugerament cap enrere perquè l'aigua es dirigeixi cap al sostre del canal. La solució irrigada es dirigirà a l'orella externa per a sortir arrossegant amb ella tota la cera i diversos residus. La solució utilitzada per a irrigar el canal auditiu sol ser aigua calenta, una solució salina normal, una solució d'hidrogencarbonat de sodi, o una solució d'agua i vinagre per a ajudar a prevenir infeccions secundàries. Els pacients solen preferir que la solució d'irrigació estigui a temperatura corporal, ja que el mareig és un efecte secundari comú de la injecció de fluids que són més freds o més calents que la temperatura del cos. Sharp recomana que la solució tingui una temperatura de 37 °C, mentre que Blake recomana l'ús de l'aigua a 38 °C, un grau per sobre de la temperatura corporal. Ha d'utilitzar-se una xeringa perquè el flux d'aigua sigui injectat suaument en l'orella. Per als nens el ritme i la velocitat ha de ser inferior. Pot ser necessari que l'orella hagi de ser irrigada diverses vegades seguides.

### Amb cureta
El cerumen es pot retirar mitjançant un escovilló, que el desenganxa i porta fora del canal auditiu. A Occident la utilització d'una cureta és sovint portada a terme solament per part de professionals de la salut. Eliminar el cerumen raspant amb un hisop és una pràctica molt comuna en l'est d'Àsia. La major part dels asiàtics orientals tenen el tipus sec de cerumen, que és molt fàcil d'eliminar mitjançant el mètode del raspament.

### Riscs
La neteja del cerumen del canal auditiu no està exempta de risc. L'únic mètode de neteja del cerumen que es pot portar a terme a casa és el de la injecció d'aigua, sempre que el flux no sigui massa potent. Tots els altres mètodes solament han de ser portats a terme per persones que hagin estat prou formades per a realitzar-los.
Bull aconsella els metges: "Després de l'eliminació de la cera, inspeccionar minuciosament per a assegurar-se que no queda cap resta. Aquest pas pot semblar superflu, però amb freqüència és ignorat. Aquest consell també és ratificat per Sharp, que, en una enquesta en què van participar 320 metges de família, va demostrar que tan sols 68% dels metges inspeccionava el canal auditiu després de la irrigació d'aquest per a comprovar que la cera havia estat eliminada. Com a resultat d'això, el fet de no llevar la cera restant del canal, crea aproximadament el 30% de les complicacions associades amb el procediment d'irrigació del canal. Altres complicacions inclouen l'otitis externa, dolors, vertigen, acúfens i la perforació del timpà."

### Bastonets de cotó
En general es recomana no utilitzar bastonets de cotó per a extreure el cerumen, ja que el que s'aconsegueix normalment és empènyer la cera més endins del canal auditiu i, si s'utilitzen sense cura, perforar el timpà. L'abrasió del canal auditiu, en particular després que l'aigua hagi entrat després de nedar o banyar-se, pot conduir a la infecció de l'orella mitjana. Així mateix, el tros de cotó pot quedar atrapat en el canal auditiu. Els bastonets de cotó només han d'utilitzar-se per a netejar l'orella externa.

### Pràctiques alternatives
Una de la pràctiques alternatives és un teràpia tèrmica, anomenada en anglès ear candling, típica de la medicina popular, que és reivindicada per a retirar la cera de l'orella i millorar la salut d'aquesta. Es tracta de posar una espelma dintre del clot que forma el canal auditiu i encendre aquesta espelma. Es creu que l'augment d'aire calent retira la cera i "toxines" de l'orella. Aquesta teràpia és un recurs marginal en Amèrica del Nord i Europa, però els beneficis que promet no estan comprovats. A més hi ha la possibilitat que es fongui la cera calenta i degoti dins l'orella de la persona, i si la cera calenta interacciona contra el timpà, pot causar una gran dolor i una possible lesió auditiva. Ernst considera que aquesta teràpia tèrmica no té cap efecte real sobre la neteja de cerumen del canal auditiu i que crea un perill de lesions de l'orella. Arriba a la conclusió que aquesta teràpia és «un triomf de la ignorància sobre la ciència».

## Cerumen de les balenes
Moltes espècies de balena tenen una acumulació anual de cerumen, podent arribar a acumular-se una, dues, o fins a quatre capes (segons l'espècie) cada any. Similar al mètode de datació de les restes de la dendrocronologia per a arbres, el nombre de capes pot ser comptat per a determinar l'edat de la balena després de la seva mort.